# Escândalo Olympique de Marseille-Valenciennes FC
O Escândalo Olympique de Marseille-Valenciennes FC ocorreu no dia 20 de maio de 1993, quando Valenciennes e Olympique de Marseille se enfrentaram pela Division 1 de 1992–93.

## Antecedentes
Desde 1986, quando Bernard Tapie assumiu a presidência do Olympique de Marseille, o clube evoluiu a ponto de vencer 4 vezes consecutivas o Campeonato Francês e a Liga dos Campeões da UEFA de 1992–93, sendo o único título continental obtido por uma equipe francesa até a conquista da Liga dos Campeões pelo Paris Saint-Germain na temporada 2024-25. Às vésperas da decisão contra o Milan, surgiram suspeitas de que jogadores do OM subornavam atletas do Valenciennes antes do jogo entre os times.

## A denúncia de Glassmann
No intervalo da partida, Jacques Glassmann, zagueiro do Valenciennes, contou ao técnico Boro Primorac que Jean-Jacques Eydelie (meia do Olympique) e Jean-Pierre Bernès (diretor) subornaram Christophe Robert (capitão do Valenciennes), Jorge Burruchaga (campeão mundial em 1986 pela Argentina) e ele próprio. O OM venceu por 1 a 0 (gol de Alen Bokšić, que terminou como artilheiro da competição) e chegou à decisão da Liga dos Campeões descansado.
Uma investigação foi iniciada e a polícia encontrou 250 mil francos enterrados na casa de uma tia de Robert, chamando os envolvidos no caso para depor e ficarem horas na sede do Olympique na tentativa de encontrar novas evidências sobre o suborno. Acusado de ser o pivô do escândalo, Eydelie ligou para Robert, Burruchaga e Glassmann para acertarem o combinado entre eles (não lesionar nenhum jogador do time de Marselha). O meio-campista e o diretor Jean-Pierre Bernès foram presos por corrupção ativa, e após negar várias vezes o envolvimento, Eydelie assumiu sua participação no caso. Robert e Burruchaga aceitaram, mas o argentino mudou de ideia e recusou o dinheiro, enquanto Glassmann rejeitou a proposta.

## Consequências

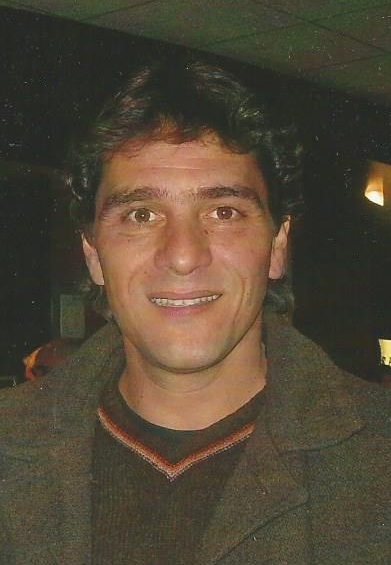
Jean-Jacques Eydelie, meio-campista do Olympique e pivô do escândalo

Em setembro, a UEFA excluiu o Olympique da Liga dos Campeões da UEFA de 1993–94 e também cassou o título do Campeonato Francês de 1992–93 por ter sido conquistado de forma ilícita e não teve um campeão declarado, pois o vice-campeão Paris Saint-Germain não aceitou receber o título.
O clube também foi punido com a queda para a segunda divisão de 1994–95 e foi substituído pelo Milan na disputa da Copa Intercontinental, vencida pelo São Paulo. O título da Liga na temporada anterior, no entanto, foi mantido. Tapie e Bernès foram condenados a 2 anos de prisão por suborno e corrupção, enquanto Eydelie ficou apenas 17 dias preso (ele fora condenado a um ano de prisão) e suspenso do futebol por 18 meses, e Burruchaga e Robert foram punidos com 6 meses de suspensão. Em 1995, Jacques Glassmann recebeu o Prêmio Fair Play da FIFA por sua recusa em participar do escândalo.